# Wahpeton (Dakota du Nord)
Pour les articles homonymes, voir Wahpeton.
La ville de Wahpeton (en anglais [ˈwɑːpɨtən]) est le siège du comté de Richland, dans l’État du Dakota du Nord, aux États-Unis. Lors du recensement de 2010, sa population s’élevait à 7 766 habitants. Son agglomération de 22 927 habitants est la septième de l’État du Dakota du Nord en 2014. Breckenridge, dans l’État du Minnesota, est sa ville sœur.
Les rivières Bois de Sioux et Otter Tail se rejoignent à Wahpeton et Breckenridge pour former la rivière Rouge du Nord

## Histoire
La ville, fondée en 1871, porte le nom d’une branche des Sioux. En langues siouanes « Wahpeton » signifie « lieu aux nombreuses feuilles ».

## Démographie
| Groupe            | Wahpeton | Dakota du Nord | États-Unis |
| ----------------- | -------- | -------------- | ---------- |
| Blancs            | 92,7     | 90,0           | 72,4       |
| Amérindiens       | 3,1      | 5,4            | 0,9        |
| Métis             | 1,8      | 1,8            | 2,9        |
| Afro-Américains   | 1,3      | 1,2            | 12,6       |
| Asiatiques        | 0,8      | 1,0            | 4,8        |
| Autres            | 0,5      | 2,8            | 23,8       |
| Total             | 100      | 100            | 100        |
|                   |          |                |            |
| Latino-Américains | 2,0      | 2,0            | 16,7       |

Selon l’American Community Survey, pour la période 2011-2015, 92,73 % de la population âgée de plus de 5 ans déclare parler l'anglais à la maison, 2,30 % déclare parler l'espagnol et 4,97 % une autre langue.
| 1880 | 1890  | 1900  | 1910  | 1920  | 1930  |
| ---- | ----- | ----- | ----- | ----- | ----- |
| 400  | 1 510 | 2 228 | 2 467 | 3 069 | 3 176 |

| 1940  | 1950  | 1960  | 1970  | 1980  | 1990  |
| ----- | ----- | ----- | ----- | ----- | ----- |
| 3 747 | 5 125 | 5 876 | 7 076 | 9 064 | 8 751 |

| 2000  | 2010  | - | - | - | - |
| ----- | ----- | - | - | - | - |
| 8 586 | 7 766 | - | - | - | - |

## Personnalité liée à la ville
L’acteur Sam Anderson est né à Wahpeton en 1945.
L'écrivaine Louise Erdrich y a passé son enfance 

## Presse
Le journal local est le Wahpeton Daily News.

## Climat
Selon la classification de Köppen, Wahpeton a un climat continental humide, abrégé Dfb.

## Galerie photographique

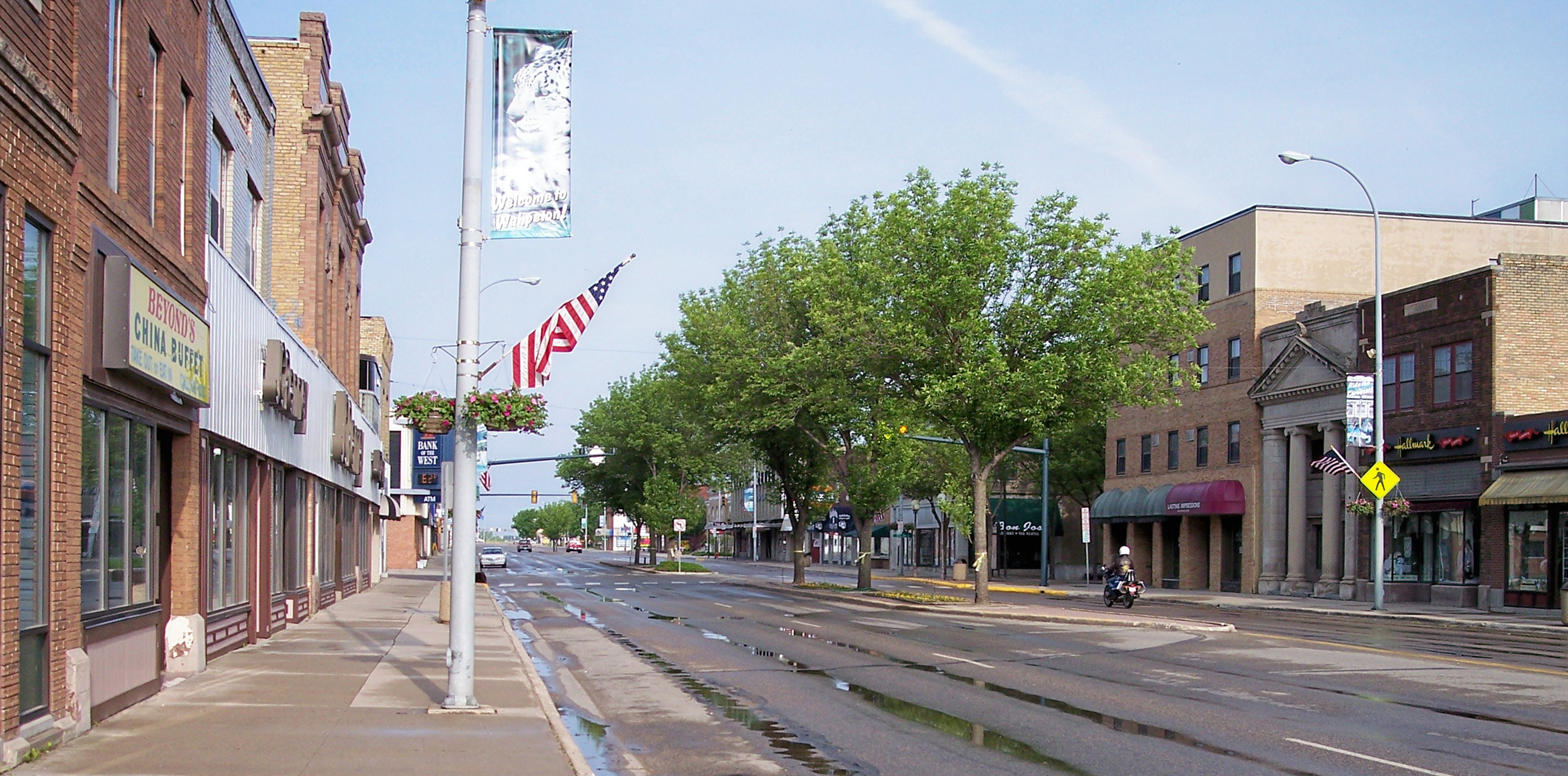
Dakota Avenue, à Wahpeton, en 2007
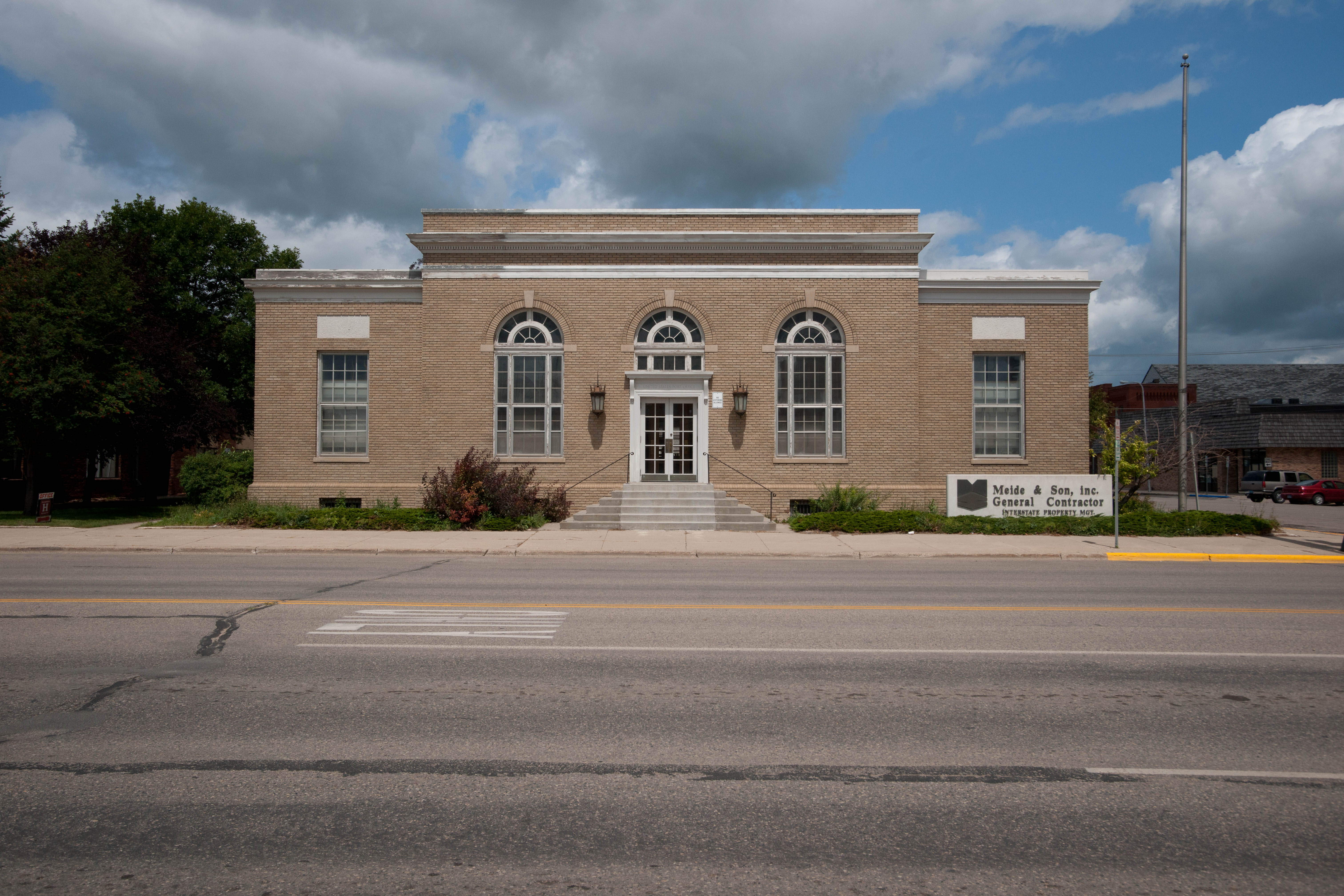
Le bureau de poste

## Source
- (en) Cet article est partiellement ou en totalité issu de l’article de Wikipédia en anglais intitulé « Wahpeton, North Dakota » (voir la liste des auteurs).